# Babyrousa togeanensis
Babyrousa togeanensis is een zoogdier uit de familie van de varkens (Suidae). De wetenschappelijke naam van de soort werd voor het eerst geldig gepubliceerd door Henri Jacob Victor Sody in 1949.

## Voorkomen
De soort komt voor in Indonesië.